# Copa da UEFA de 2006–07
A Copa da UEFA 2006–07 foi disputada entre julho de 2006 e maio de 2007. Nela participaram 155 equipes de todas as 52 federações nacionais afiliadas à UEFA.
Foi dividida em 4 períodos:
- Fases de classificação;
- Primeira fase;
- Fase de grupos;
- Fases finais.

A final, em partida única, foi disputada em maio de 2007 no Estádio Hampden Park de Glasgow, na Escócia, que recebeu sua primeira final da Taça UEFA, mas já havia recebido três finais da Liga dos Campeões da UEFA.

## Fases de Classificação
As Fases de Classificação começaram no dia 13 de julho de 2006,
Houve duas fases de classificação, onde disputaram 99 equipes. Dessas 99, 88 foram classificadas pelas respectivas ligas e os outras 11 pela Copa Intertoto da UEFA. Delas, apenas 32 equipes uniram-se aos outros 48 classificados directamente para a primeira fase.

### Primeira Fase de Classificação
Na primeira fase de classificação jogaram as 67 equipes procedentes de ligas europeias com Coeficientes da UEFA mais baixos, assim como três equipes que ganharam sua posição por seu coeficiente de jogo limpo de equipes (SK Brann da Noruega, KSV Roeselare da Bélgica e o Gefle IF da Suécia).
Os 70 times jogaram em cruzamentos de dois jogos. Os 35 clubes vencedores passaram para a Segunda Fase de Classificação.
As partidas de ida foram disputadas em 13 de julho e as de volta 27 de julho de 2006.
| Equipe 1                 | Resultado global         | Equipe 2                 | Resultado ida            | Resultado volta          |
| Região Sul-Mediterrânica | Região Sul-Mediterrânica | Região Sul-Mediterrânica | Região Sul-Mediterrânica | Região Sul-Mediterrânica |
| ------------------------ | ------------------------ | ------------------------ | ------------------------ | ------------------------ |
| Varteks                  | 1-3                      | Tirana                   | 1-1                      | 0-2                      |
| Dinamo Tirana            | 1-5                      | CSKA Sófia               | 0-1                      | 1-4                      |
| Koper                    | 0-6                      | Litex Lovech             | 0-1                      | 0-5                      |
| Sarajevo                 | 5-0                      | Rànger's                 | 3-0                      | 2-0                      |
| Orašje                   | 0-7                      | Domžale                  | 0-2                      | 0-5                      |
| Hibernians               | 1-9                      | Dinamo București         | 0-4                      | 1-5                      |
| APOEL                    | 7-1                      | Murata                   | 3-1                      | 4-0                      |
| Rijeka                   | 3-4                      | Omonia                   | 2-2                      | 1-2                      |
| Lokomotiv Sofia          | 3-1                      | Makedonija Gjorče Petrov | 2-0                      | 1-1                      |
| Vardar                   | 2-7                      | Roeselare                | 1-2                      | 1-5                      |
| Rapid Bucureşti          | 6-0                      | Sliema Wanderers         | 5-0                      | 1-0                      |
| Região Centro-Leste      |                          |                          |                          |                          |
| Újpest                   | 1-4                      | Vaduz                    | 0-4                      | 1-0                      |
| (pro) Zimbru Chișinău    | 3-2                      | Qarabağ                  | 1-1                      | 2-1                      |
| Mika                     | 1-4                      | Young Boys               | 1-3                      | 0-1                      |
| (g.v.) Videoton          | 2-2                      | Kairat                   | 1-0                      | 1-2                      |
| Zagłębie Lubin           | 1-1                      | Dínamo Minsk (g.v.)      | 1-1                      | 0-0                      |
| Karvan                   | 2-0                      | Spartak Trnava           | 1-0                      | 1-0                      |
| (g.v.) Ameri Tbilisi     | 2-2                      | Banants                  | 0-1                      | 2-1                      |
| BATE Borisov             | 3-0                      | Nistru Otaci             | 2-0                      | 1-0                      |
| Basel                    | 3-1                      | Tobol                    | 3-1                      | 0-0                      |
| Petržalka akadémia       | 3-2                      | WIT Georgia              | 2-0                      | 1-2                      |
| Região Norte             |                          |                          |                          |                          |
| HJK                      | 2-4                      | Drogheda United (a.p.)   | 1-1                      | 1-3                      |
| Brøndby                  | 3-1                      | Valur                    | 3-1                      | 0-0                      |
| Gefle                    | 1-2                      | Llanelli                 | 1-2                      | 0-0                      |
| Jeunesse Esch            | 0-5                      | Skonto                   | 0-2                      | 0-3                      |
| Åtvidabergs              | 7-0                      | Etzella Ettelbruck       | 4-0                      | 3-0                      |
| Ventspils                | 4-1                      | GÍ Gøta                  | 2-1                      | 2-0                      |
| Glentoran                | 0-2                      | Brann                    | 0-1                      | 0-1                      |
| (g.v.) Randers           | 2-2                      | ÍA                       | 1-0                      | 1-2                      |
| Portadown                | 1-4                      | Kaunas                   | 1-3                      | 0-1                      |
| Rhyl                     | 1-2                      | Sūduva Marijampolė       | 0-0                      | 1-2                      |
| Levadia Tallinn          | 2-1                      | Haka                     | 2-0                      | 0-1                      |
| Skála                    | 0-4                      | Start                    | 0-1                      | 0-3                      |
| Lyn                      | 1-1                      | Flora Tallinn (g.v.)     | 1-1                      | 0-0                      |
| IFK Göteborg             | 0-2                      | Derry City               | 0-1                      | 0-1                      |

### Segunda fase de Classificação
As 35 equipes classificadas da primeira fase se uniram a outros 29 classificados diretamente para a segunda fase, incluídos os 11 vencedores da Copa Intertoto da UEFA de 2006, para formar os 32 cruzamentos finais que decidiriam os classificados para a primeira fase da competição.
As partidas de ida se disputaram entre o dia 8 e 10 de agosto e os de volta dia 24 de agosto de 2006.
| Equipe 1                   | Resultado global         | Equipe 2                      | Resultado ida            | Resultado volta          |
| Região Sul-Mediterrânica   | Região Sul-Mediterrânica | Região Sul-Mediterrânica      | Região Sul-Mediterrânica | Região Sul-Mediterrânica |
| -------------------------- | ------------------------ | ----------------------------- | ------------------------ | ------------------------ |
| APOEL                      | 1-2                      | Trabzonspor                   | 1-1                      | 0-1                      |
| Hapoel Tel Aviv            | 4-2                      | Domžale                       | 1-2                      | 3-0                      |
| (g.v.) CSKA Sófia          | 1-1                      | Hajduk Kula                   | 0-0                      | 1-1                      |
| Roeselare                  | 2-6                      | Ethnikos Achna                | 2-1                      | 0-5                      |
| OFK Beograd                | 2-5                      | Auxerre                       | 1-0                      | 1-5                      |
| Dinamo București           | 2-1                      | Beitar Jerusalem              | 1-0                      | 1-1                      |
| Partizan                   | 3-2                      | Maribor                       | 2-1                      | 1-1                      |
| Sarajevo                   | 1-2                      | Rapid Bucureşti               | 1-0                      | 0-2                      |
| Bnei Yehuda                | 0-6                      | Lokomotiv Sofia               | 0-2                      | 0-4                      |
| Omonia                     | 1-2                      | Litex Lovech                  | 0-0                      | 1-2                      |
| Tirana                     | 1-5                      | Kayserispor                   | 0-2                      | 1-3                      |
| Região Centro-Leste        |                          |                               |                          |                          |
| Petržalka akadémia         | 5-3                      | Dínamo Minsk                  | 2-1                      | 3-2                      |
| Ried                       | 0-1                      | Sion                          | 0-0                      | 0-1                      |
| Videoton                   | 0-2                      | Grasshoppers                  | 1-1                      | 0-2                      |
| Karvan                     | 0-2                      | Slavia Praga                  | 0-2                      | 0-0                      |
| (g.v.) Chornomorets Odessa | 1-1                      | Wisła Płock                   | 0-0                      | 1-1                      |
| (g.v.) Basel               | 2-2                      | Vaduz                         | 1-0                      | 1-2                      |
| Zimbru Chișinău            | 0-3                      | Metalurh Zaporizhya           | 0-0                      | 0-3                      |
| Mattersburg                | 1-2                      | Wisła Kraków                  | 1-1                      | 0-1                      |
| Hertha Berlin              | 3-2                      | Ameri Tbilisi                 | 1-0                      | 2-2                      |
| Rubin Kazan                | 5-0                      | BATE Borisov                  | 3-0                      | 2-0                      |
| Young Boys                 | 3-3                      | Olympique de Marseille (g.v.) | 3-3                      | 0-0                      |
| Região Norte               |                          |                               |                          |                          |
| (11-10 pen.) Start         | 1-1                      | Drogheda United               | 1-0                      | 0-1                      |
| Odense                     | 6-1                      | Llanelli                      | 1-0                      | 5-1                      |
| Randers                    | 3-2                      | Kaunas                        | 3-1                      | 0-1                      |
| Twente                     | 1-2                      | Levadia Tallinn               | 1-1                      | 0-1                      |
| Ventspils                  | 0-1                      | Newcastle                     | 0-1                      | 0-0                      |
| Brann                      | 4-4                      | Åtvidabergs (g.v.)            | 3-3                      | 1-1                      |
| Molde                      | 2-1                      | Skonto                        | 0-0                      | 2-1                      |
| Flora Tallinn              | 0-4                      | Brøndby                       | 0-0                      | 0-4                      |
| Sūduva Marijampolė         | 2-7                      | Club Brugge                   | 0-2                      | 2-5                      |
| Gretna                     | 3-7                      | Derry City                    | 1-5                      | 2-2                      |

## Primeira Fase
A primeira fase da competição teve inicio em setembro de 2006, com 80 equipes competindo pelo troféu que atualmente está no poder do Sevilla FC, que conquistou a edição anterior.
Das 80 equipes participantes, 32 se classificaram da Segunda Fase de Classificação da Taça da UEFA, as outras 32 são procedentes da classificação de ligas européias com Coeficientes da UEFA maiores e as 16 restantes foram as equipes perdedoras da Terceira Fase de Classificação da Copa dos Campeões.
O sorteio foi realizado na cidade de Mónaco no dia 25 de agosto de 2006. Formaram-se 40 cruzamentos de dois jogos, sendo que não poderia haver confrontos entre equipes de mesmo país.
A Primeira Fase teve inicio dia 14 de setembro e finalizou-se no dia 28 de setembro.
| Equipe 1               | Resultado global | Equipe 2             | Resultado ida | Resultado volta |
| ---------------------- | ---------------- | -------------------- | ------------- | --------------- |
| Lokomotiv Moscou       | 2-3              | Zulte-Waregem        | 2-1           | 0-2             |
| Basel                  | 7-2              | Rabotnički           | 6-2           | 1-0             |
| Olympique de Marseille | 3-4              | Mladá Boleslav       | 1-0           | 2-4             |
| Derry City             | 0-2              | Paris Saint-Germain  | 0-0           | 0-2             |
| Eintracht Frankfurt    | 6-2              | Brøndby              | 4-0           | 2-2             |
| Petržalka akadémia     | 3-5              | Espanyol             | 2-2           | 1-3             |
| Levadia Tallinn        | 1-3              | Newcastle United     | 0-1           | 1-2             |
| Partizan               | 4-3              | Groningen            | 4-2           | 0-1             |
| Ethnikos Achna         | 1-3              | Lens                 | 0-0           | 1-3             |
| Panathinaikos          | 2-1              | Metalurh Zaporizhya  | 1-1           | 1-0             |
| Ružomberok             | 1-2              | Club Brugge          | 0-1           | 1-1             |
| Maccabi Haifa          | 4-2              | Litex Lovech         | 1-1           | 3-1             |
| Vitória de Setúbal     | 0-3              | Heerenveen           | 0-3           | 0-0             |
| Trabzonspor            | 2-2              | Osasuna (g.v.)       | 2-2           | 0-0             |
| Rubin Kazan            | 0-2              | Parma                | 0-1           | 0-1             |
| Dínamo Zagreb          | 2-5              | Auxerre              | 1-2           | 1-3             |
| (pro) Braga            | 3-2              | Chievo               | 2-0           | 1-2             |
| Schalke 04             | 2-3              | Nancy                | 1-0           | 1-3             |
| Sion                   | 1-3              | Bayer Leverkusen     | 0-0           | 1-3             |
| Start                  | 2-9              | Ajax                 | 2-5           | 0-4             |
| Legia Warszawa         | 1-2              | Austria Wien         | 1-1           | 0-1             |
| Fenerbahçe             | 5-1              | Randers              | 2-1           | 3-0             |
| Lokomotiv Sofia        | 2-2              | Feyenoord (g.v.)     | 2-2           | 0-0             |
| Standard de Liège      | 0-4              | Celta de Vigo        | 0-1           | 0-3             |
| (pro) Rapid Bucureşti  | 3-1              | Nacional             | 1-0           | 2-1             |
| Chornomorets Odessa    | 1-4              | Hapoel Tel Aviv      | 0-1           | 1-3             |
| (pro) Besiktas         | 4-2              | CSKA Sófia           | 2-0           | 2-2             |
| Livorno                | 3-0              | ASKÖ Pasching        | 2-0           | 1-0             |
| Red Bull Salzburg      | 2-4              | Blackburn            | 2-2           | 0-2             |
| AZ Alkmaar             | 4-3              | Kayserispor          | 3-2           | 1-1             |
| Slavia Praga           | 0-2              | Tottenham            | 0-1           | 0-1             |
| West Ham               | 0-4              | Palermo              | 0-1           | 0-3             |
| Hearts                 | 0-2              | Sparta Praga         | 0-2           | 0-0             |
| Åtvidabergs            | 0-8              | Grasshoppers         | 0-3           | 0-5             |
| Hertha Berlin          | 2-3              | Odense               | 2-2           | 0-1             |
| Wisła Kraków           | 2-1              | Iraklis Thessaloniki | 0-1           | 2-0             |
| Molde                  | 0-2              | Rangers              | 0-0           | 0-2             |
| Atromitos              | 1-6              | Sevilla              | 1-2           | 0-4             |
| Xanthi                 | 4-8              | Dinamo București     | 3-4           | 1-4             |
| Slovan Liberec         | 4-1              | Estrela Vermelha     | 2-0           | 2-1             |

## Fase de Grupos
O sorteio para essa fase ocorreu no dia 3 de outubro de 2006. As 40 equipes que se classificaram da Primeira Fase são distribuídas em oito grupos de cinco participantes cada.
Em cada grupo as equipes jogaram entre si, todos contra todos em turno e returno. As 3 equipes com maiores pontuações, classificaram-se para os dessesseis-avos de final.
Iniciou-se dia 19 de outubro, e terminou no dia 14 de dezembro.
|  | Equipes classificadas para a fase final |
|  | Equipes eliminadas                      |

### Grupo A
| Equipe               | Pts | J | V | E | D | GP | GC | S  |
| -------------------- | --- | - | - | - | - | -- | -- | -- |
| Glasgow Rangers      | 10  | 4 | 3 | 1 | 0 | 8  | 4  | 4  |
| Maccabi Haifa FC     | 7   | 4 | 2 | 1 | 1 | 5  | 4  | 1  |
| AS Livorno Calcio    | 5   | 4 | 1 | 2 | 1 | 5  | 5  | 0  |
| AJ Auxerre           | 4   | 4 | 1 | 1 | 2 | 7  | 7  | 0  |
| Partizan de Belgrado | 1   | 4 | 0 | 1 | 3 | 2  | 7  | -5 |

| Data           | Estádio               | Eq. local     | Resultado | Eq. visitante |
| -------------- | --------------------- | ------------- | --------- | ------------- |
| 19 de outubro  | Armando Picchi        | AS Livorno    | 2-3       | Rangers FC    |
| 19 de outubro  | Bloomfield (Tel-Aviv) | Maccabi Haifa | 3-1       | AJ Auxerre    |
| 2 de novembro  | Ibrox                 | Rangers FC    | 2-0       | Maccabi Haifa |
| 2 de novembro  | Partizan              | FK Partizan   | 1-1       | AS Livorno    |
| 23 de novembro | Abbé-Deschamps        | AJ Auxerre    | 2-2       | Rangers FC    |
| 23 de novembro | Bloomfield            | Maccabi Haifa | 1-0       | FK Partizan   |
| 29 de novembro | Partizan              | FK Partizan   | 1-4       | AJ Auxerre    |
| 29 de novembro | Armando Picchi        | AS Livorno    | 1-1       | Maccabi Haifa |
| 14 de dezembro | Abbé-Deschamps        | AJ Auxerre    | 0-1       | AS Livorno    |
| 14 de dezembro | Ibrox                 | Rangers FC    | 1-0       | FK Partizan   |

↑ El Maccabi Haifa não pode jogar como local em seu Estádio Qiryat Eliezer, na cidade de Haifa, devido as secuelas do Conflito israelo-libanês de 2006.

### Grupo B
| Equipe            | Pts | J | V | E | D | GP | GC | S  |
| ----------------- | --- | - | - | - | - | -- | -- | -- |
| Tottenham Hotspur | 12  | 4 | 4 | 0 | 0 | 9  | 2  | 7  |
| Dínamo Bucareste  | 7   | 4 | 2 | 1 | 1 | 6  | 6  | 0  |
| Bayer Leverkusen  | 4   | 4 | 1 | 1 | 2 | 4  | 5  | -1 |
| Besiktas          | 3   | 4 | 1 | 0 | 3 | 4  | 7  | -3 |
| Club Brugge       | 2   | 4 | 0 | 2 | 2 | 4  | 7  | -3 |

| Data           | Estádio             | Eq. local        | Resultado | Eq. visitante    |
| -------------- | ------------------- | ---------------- | --------- | ---------------- |
| 19 de outubro  | Besiktas Inönü      | Besiktas         | 0-2       | Tottenham        |
| 19 de outubro  | Estádio Jan Breydel | Club Brugges     | 1-1       | Bayer Leverkusen |
| 2 de novembro  | White Hart Lane     | Tottenham        | 3-1       | Club Brugges     |
| 2 de novembro  | Dinamo de Bucarest  | Dinamo Bucareste | 2-1       | Besiktas         |
| 23 de novembro | Bay Arena           | Bayer Leverkusen | 0-1       | Tottenham        |
| 23 de novembro | Jan Breydelstadion  | Club Brugges     | 1-1       | Dinamo Bucareste |
| 29 de novembro | Dinamo de Bucarest  | Dinamo Bucareste | 2-1       | Bayer Leverkusen |
| 29 de novembro | Besiktas Inönü      | Besiktas         | 2-1       | Club Brugges     |
| 14 de dezembro | Bay Arena           | Bayer Leverkusen | 2-1       | Besiktas         |
| 14 de dezembro | White Hart Lane     | Tottenham        | 3-1       | Dinamo Bucareste |

### Grupo C
| Equipe            | Pts | J | V | E | D | GP | GC | S   |
| ----------------- | --- | - | - | - | - | -- | -- | --- |
| AZ Alkmaar        | 10  | 4 | 3 | 1 | 0 | 12 | 5  | 7   |
| Sevilla FC        | 7   | 4 | 2 | 1 | 1 | 7  | 2  | 5   |
| Braga             | 6   | 4 | 2 | 0 | 2 | 6  | 5  | 1   |
| FC Slovan Liberec | 5   | 4 | 1 | 2 | 1 | 6  | 7  | -1  |
| Grasshopper-Club  | 0   | 4 | 0 | 0 | 4 | 3  | 15 | -12 |

| Data           | Estádio               | Eq. local         | Resultado | Eq. visitante     |
| -------------- | --------------------- | ----------------- | --------- | ----------------- |
| 19 de outubro  | DSB                   | AZ Alkmaar        | 3-0       | Sporting de Braga |
| 19 de outubro  | U Nisy                | Slovan Liberec    | 0-0       | Sevilla FC        |
| 2 de novembro  | Municipal de Braga    | Sporting de Braga | 4-0       | Slovan Liberec    |
| 2 de novembro  | Hardturm              | Grasshopper-Club  | 2-5       | AZ Alkmaar        |
| 23 de novembro | Ramón Sánchez Pizjuán | Sevilla FC        | 2-0       | Sporting de Braga |
| 23 de novembro | U Nisy                | Slovan Liberec    | 4-1       | Grasshoper-Club   |
| 29 de novembro | Hardturm              | Grasshoper-Club   | 0-4       | Sevilla FC        |
| 29 de novembro | DSB                   | AZ Alkmaar        | 2-2       | Slovan Liberec    |
| 14 de dezembro | Ramón Sánchez Pizjuán | Sevilla FC        | 1-2       | AZ Alkmaar        |
| 14 de dezembro | Municipal de Braga    | Sporting de Braga | 2-0       | Grasshopper-Club  |

### Grupo D
| Equipe        | Pts | J | V | E | D | GP | GC | S  |
| ------------- | --- | - | - | - | - | -- | -- | -- |
| Parma FC      | 9   | 4 | 3 | 0 | 1 | 6  | 6  | 0  |
| CA Osasuna    | 7   | 4 | 2 | 1 | 1 | 7  | 4  | 3  |
| RC Lens       | 4   | 4 | 1 | 1 | 2 | 5  | 5  | 0  |
| SC Heerenveen | 4   | 4 | 1 | 1 | 2 | 2  | 4  | -2 |
| Odense BK     | 4   | 4 | 1 | 1 | 2 | 5  | 6  | -1 |

| Data           | Estádio          | Eq. local     | Resultado | Eq. visitante |
| -------------- | ---------------- | ------------- | --------- | ------------- |
| 19 de outubro  | Reyno de Navarra | CA Osasuna    | 0-0       | SC Heerenveen |
| 19 de outubro  | Fionia Park      | Odense BK     | 1-2       | Parma FC      |
| 2 de novembro  | Abe Lenstra      | SC Heerenveen | 0-2       | Odense BK     |
| 2 de novembro  | Félix Bollaert   | RC Lens       | 3-1       | CA Osasuna    |
| 23 de novembro | Ennio Tardini    | Parma FC      | 2-1       | SC Heerenveen |
| 23 de novembro | Fionia Park      | Odense BK     | 1-1       | RC Lens       |
| 29 de novembro | Félix Bollaert   | RC Lens       | 1-2       | Parma FC      |
| 29 de novembro | Reyno de Navarra | CA Osasuna    | 3-1       | Odense BK     |
| 14 de dezembro | Ennio Tardini    | Parma FC      | 0-3       | CA Osasuna    |
| 14 de dezembro | Abe Lenstra      | SC Heerenveen | 1-0       | RC Lens       |

### Grupo E
| Equipe              | Pts | J | V | E | D | GP | GC | S  |
| ------------------- | --- | - | - | - | - | -- | -- | -- |
| Blackburn Rovers FC | 10  | 4 | 3 | 1 | 0 | 6  | 1  | 5  |
| Nancy               | 7   | 4 | 2 | 1 | 1 | 7  | 4  | 3  |
| Feyenoord Rotterdam | 5   | 4 | 1 | 2 | 1 | 4  | 5  | -1 |
| Wisla Cracóvia      | 3   | 4 | 1 | 0 | 3 | 6  | 8  | -2 |
| FC Basel            | 2   | 4 | 0 | 2 | 2 | 4  | 9  | -5 |

| Data           | Estádio        | Eq. local        | Resultado | Eq. visitante    |
| -------------- | -------------- | ---------------- | --------- | ---------------- |
| 19 de outubro  | Wisla          | Wisla Kraków     | 1-2       | Blackburn Rovers |
| 19 de outubro  | St. Jakob-Park | FC Basilea       | 1-1       | Feyenoord        |
| 2 de novembro  | Ewood Park     | Blackburn Rovers | 3-0       | FC Basilea       |
| 2 de novembro  | Marcel Picot   | AS Nancy         | 2-1       | Wisla Kraków     |
| 23 de novembro | Feijenoord     | Feyenoord        | 0-0       | Blackburn Rovers |
| 23 de novembro | St. Jakob-Park | FC Basilea       | 2-2       | AS Nancy         |
| 30 de novembro | Marcel Picot   | AS Nancy         | 3-0       | Feyenoord        |
| 30 de novembro | Wisla          | Wisla Kraków     | 3-1       | FC Basilea       |
| 13 de dezembro | Feijenoord     | Feyenoord        | 3-1       | TS Wisla Kraków  |
| 13 de dezembro | Ewood Park     | Blackburn Rovers | 1-0       | AS Nancy         |

### Grupo F
| Equipe           | Pts | J | V | E | D | GP | GC | S  |
| ---------------- | --- | - | - | - | - | -- | -- | -- |
| RCD Espanyol     | 12  | 4 | 4 | 0 | 0 | 11 | 2  | 9  |
| Ajax Amsterdam   | 7   | 4 | 2 | 1 | 1 | 6  | 2  | 4  |
| SV Zulte-Waregem | 6   | 4 | 2 | 0 | 2 | 9  | 11 | -2 |
| Sparta de Praga  | 4   | 4 | 1 | 1 | 2 | 2  | 5  | -3 |
| Áustria Viena    | 0   | 4 | 0 | 0 | 4 | 1  | 9  | -8 |

| Data           | Estádio                 | Eq. local        | Resultado | Eq. visitante    |
| -------------- | ----------------------- | ---------------- | --------- | ---------------- |
| 19 de outubro  | Ernst Happel            | Austria Viena    | 1-4       | SV Zulte-Waregem |
| 19 de outubro  | Toyota Arena            | Sparta de Praga  | 0-2       | Espanyol         |
| 2 de novembro  | Regenboogstadion        | SV Zulte-Waregem | 3-1       | Sparta de Praga  |
| 2 de novembro  | Amsterdam ArenA         | Ajax Amsterdam   | 3-0       | Austria Viena    |
| 23 de novembro | Olímpico Lluís Companys | Espanyol         | 6-2       | SV Zulte-Waregem |
| 23 de novembro | Toyota Arena            | Sparta de Praga  | 0-0       | Ajax Amsterdam   |
| 30 de novembro | Amsterdam ArenA         | Ajax Amsterdam   | 0-2       | Espanyol         |
| 30 de novembro | Ernst Happel            | Austria Viena    | 0-1       | Sparta de Praga  |
| 13 de dezembro | Olímpico Lluís Companys | Espanyol         | 1-0       | Austria Viena    |
| 13 de dezembro | Regenboogstadion        | SV Zulte-Waregem | 0-3       | Ajax Amsterdam   |

↑ O estádio do Austria Viena é o Horr, mas o Ernst Happel tem maior capacidade.

### Grupo G
| Equipe              | Pts | J | V | E | D | GP | GC | S  |
| ------------------- | --- | - | - | - | - | -- | -- | -- |
| Panathinaikos       | 7   | 4 | 2 | 1 | 1 | 3  | 4  | -1 |
| Paris Saint-Germain | 5   | 4 | 1 | 2 | 1 | 6  | 4  | 2  |
| Hapoel Tel-Aviv FC  | 5   | 4 | 1 | 2 | 1 | 7  | 7  | 0  |
| Rapid Bucareste     | 4   | 4 | 0 | 4 | 0 | 3  | 3  | 0  |
| FK Mladá Boleslav   | 3   | 4 | 0 | 3 | 1 | 2  | 3  | -1 |

| Data           | Estádio               | Eq. local           | Resultado | Eq. visitante       |
| -------------- | --------------------- | ------------------- | --------- | ------------------- |
| 19 de outubro  | Olímpico Spyros Louis | Panathinaikos       | 2-0       | Hapoel Tel-Aviv     |
| 19 de outubro  | Giulesti              | Rapid Bucareste     | 0-0       | Paris Saint-Germain |
| 2 de novembro  | Bloomfield            | Hapoel Tel-Aviv     | 2-2       | Rapid Bucareste     |
| 2 de novembro  | Mestský               | Mlada Boleslav      | 0-1       | Panathinaikos       |
| 23 de novembro | Parc des Princes      | Paris Saint-Germain | 2-4       | Hapoel Tel-Aviv     |
| 23 de novembro | Giulesti              | Rapid Bucareste     | 1-1       | Mlada Boleslav      |
| 30 de novembro | Mestský               | Mlada Boleslav      | 0-0       | Paris Saint-Germain |
| 30 de novembro | Olímpico Spyros Louis | Panathinaikos       | 0-0       | Rapid Bucareste     |
| 13 de dezembro | Parc des Princes      | Paris Saint-Germain | 4-0       | Panathinaikos       |
| 13 de dezembro | Bloomfield            | Hapoel Tel-Aviv     | 1-1       | Mlada Boleslav      |

### Grupo H
| Pos. | Seleção             | Pts | J | V | E | D | GP | GC | SG |
| ---- | ------------------- | --- | - | - | - | - | -- | -- | -- |
| 1    | Newcastle           | 10  | 4 | 3 | 1 | 0 | 4  | 1  | +3 |
| 2    | Celta de Vigo       | 5   | 4 | 1 | 2 | 1 | 4  | 4  | 0  |
| 3    | Fenerbahçe          | 4   | 4 | 1 | 1 | 2 | 5  | 4  | +1 |
| 4    | Palermo             | 4   | 4 | 1 | 1 | 2 | 3  | 6  | -3 |
| 5    | Eintracht Frankfurt | 3   | 4 | 0 | 3 | 1 | 4  | 5  | -1 |

| 19 de outubro de 2006 | Eintracht Frankfurt | 1 - 2     | Palermo                    | Commerzbank-Arena, Frankfurt            |
| 18:15                 | Streit 45+1'        | Relatório | Brienza 50' · Zaccardo 88' | Público: 45 000 Árbitro: ISR Alon Yefet |

| 19 de outubro de 2006 | Newcastle     | 1 - 0     | Fenerbahçe | St. James' Park, Newcastle                     |
| 21:00                 | Sibierski 79' | Relatório |            | Público: 30 035 Árbitro: POL Grzegorz Gilewski |

| 2 de novembro de 2006 | Palermo | 0 - 1     | Newcastle | Estádio Renzo Barbera, Palermo             |
| 20:45                 |         | Relatório | Luque 37' | Público: 16 904 Árbitro: CZE Jaroslav Jára |

| 2 de novembro de 2006 | Celta de Vigo | 1 - 1 | Eintracht Frankfurt | Balaídos, Vigo                             |
|                       |               |       |                     | Público: 10 000 Árbitro: ESC Stuart Dougal |

| 23 de novembro de 2006 | Newcastle | 2 - 1 | Celta de Vigo | St. James' Park, Newcastle                   |
|                        |           |       |               | Público: 25 079 Árbitro: NED Dick van Egmond |

| 23 de novembro de 2006 | Fenerbahçe | 3 - 0 | Palermo | Estádio Şükrü Saraçoğlu, Istambul            |
|                        |            |       |         | Público: 45 000 Árbitro: POR Lucílio Batista |

| 30 de novembro de 2006 | Celta de Vigo | 1 - 0     | Fenerbahçe | Balaídos, Vigo                             |
| 20:45                  | Canobbio 77'  | Relatório |            | Público: 10 000 Árbitro: BEL Paul Allaerts |

| 30 de novembro de 2006 | Eintracht Frankfurt | 0 - 0     | Newcastle | Commerzbank-Arena, Frankfurt               |
| 20:45                  |                     | Relatório |           | Público: 47 000 Árbitro: POR Pedro Proença |

| 13 de dezembro de 2006 | Palermo     | 1 - 1     | Celta de Vigo       | Estádio Renzo Barbera, Palermo             |
| 20:45                  | Tedesco 70' | Relatório | Fernando Baiano 59' | Público: 10 222 Árbitro: ESC Craig Thomson |

| 13 de dezembro de 2006 | Fenerbahçe             | 2 - 2     | Eintracht Frankfurt | Estádio Şükrü Saraçoğlu, Istambul         |
| 20:45                  | Tuncay 64' · Semih 83' | Relatório | Takahara 7', 52'    | Público: 52 000 Árbitro: NED Jan Wegereef |

## Fases finais

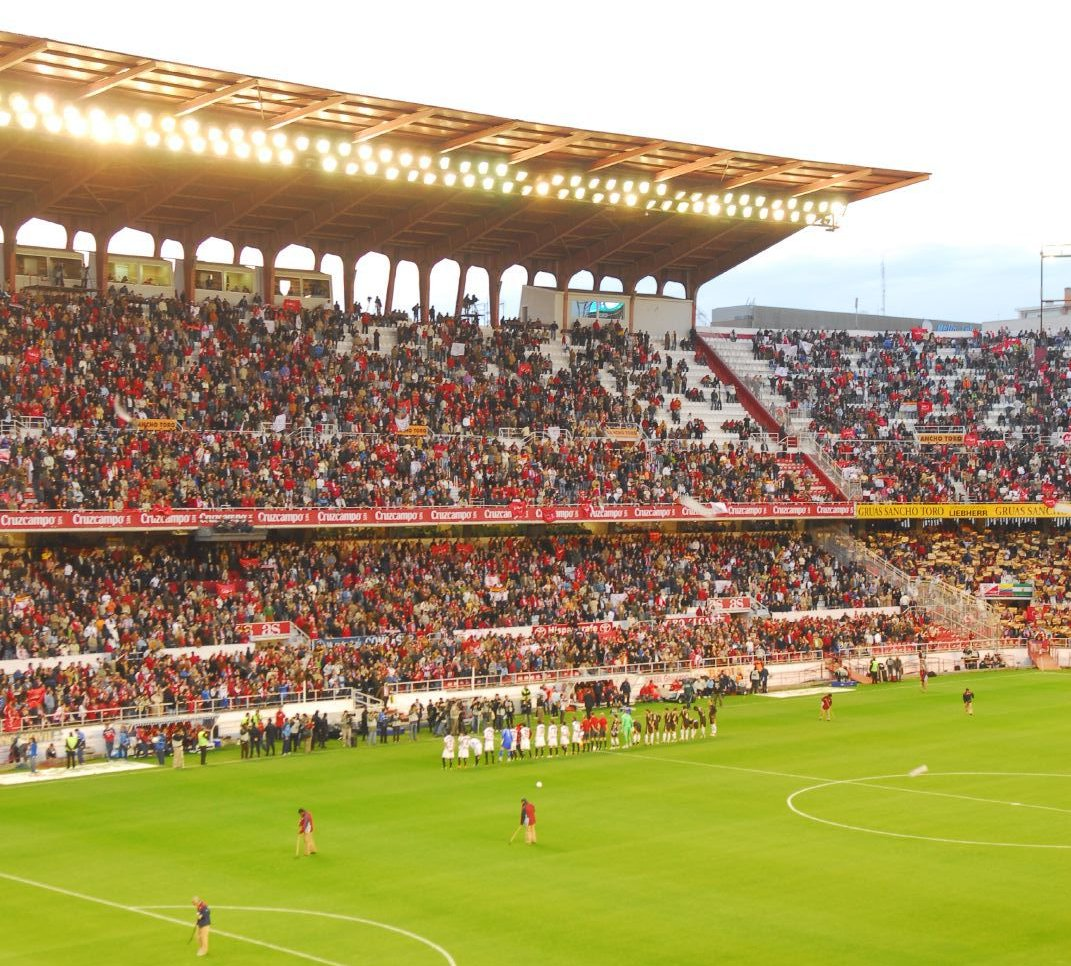
VitÓria na 1.ª partida de Quartas-de-final do Sevilla FC, diante do Tottenham Hotspur por 2 a 1, no estádio sevilhano de Ramón Sánchez Pizjuán..

|  | Quartas-de-final     | Quartas-de-final |              |       | Semifinal               | Semifinal               |  |  | Final      | Final      |
|  | 5 e 12 de abril      | 5 e 12 de abril  |              |       | 26 de abril e 3 de maio | 26 de abril e 3 de maio |  |  | 16 de maio | 16 de maio |
|  |                      |                  |              |       |                         |                         |  |  |            |            |
|  |                      |                  |              |       |                         |                         |  |  |            |            |
|  |                      |                  |              |       |                         |                         |  |  |            |            |
|  | RCD Espanyol         | 3-0-3            |              |       |                         |                         |  |  |            |            |
|  | RCD Espanyol         | 3-0-3            |              |       |                         |                         |  |  |            |            |
|  | SL Benfica           | 2-0-2            |              |       |                         |                         |  |  |            |            |
|  | SL Benfica           | 2-0-2            | RCD Espanyol | 3-2-5 |                         |                         |  |  |            |            |
|  |                      |                  | RCD Espanyol | 3-2-5 |                         |                         |  |  |            |            |
|  |                      | Werder Bremen    | 0-1-1        |       |                         |                         |  |  |            |            |
|  | AZ Alkmaar           | Werder Bremen    | 0-1-1        | 0-1-1 |                         |                         |  |  |            |            |
|  | AZ Alkmaar           |                  |              | 0-1-1 |                         |                         |  |  |            |            |
|  | Werder Bremen        | 0-4-4            |              |       |                         |                         |  |  |            |            |
|  | Werder Bremen        | 0-4-4            | RCD Espanyol | 2 (1) |                         |                         |  |  |            |            |
|  |                      |                  | RCD Espanyol | 2 (1) |                         |                         |  |  |            |            |
|  |                      | Sevilla FC       | 2 (3)        |       |                         |                         |  |  |            |            |
|  | B. Leverkusen        | Sevilla FC       | 2 (3)        | 0-0-0 |                         |                         |  |  |            |            |
|  | B. Leverkusen        |                  |              | 0-0-0 |                         |                         |  |  |            |            |
|  | CA Osasuna           | 3-1-4            |              |       |                         |                         |  |  |            |            |
|  | CA Osasuna           | 3-1-4            | CA Osasuna   | 1-0-1 |                         |                         |  |  |            |            |
|  |                      |                  | CA Osasuna   | 1-0-1 |                         |                         |  |  |            |            |
|  |                      | Sevilla FC       | 0-2-2        |       |                         |                         |  |  |            |            |
|  | Sevilla FC           | Sevilla FC       | 0-2-2        | 2-2-4 |                         |                         |  |  |            |            |
|  | Sevilla FC           |                  |              | 2-2-4 |                         |                         |  |  |            |            |
|  | Tottenham Hotspur FC | 1-2-3            |              |       |                         |                         |  |  |            |            |
|  | Tottenham Hotspur FC | 1-2-3            |              |       |                         |                         |  |  |            |            |

### Fase de 16-avos
Depois da fase de grupos, no dia 15 de dezembro de 2006 se realizou o sorteio para decidir os cruzamentos das duas fases seguintes, disputadas como eliminatórias de ida e volta. O campeão de cada grupo na fase anterior ficou enquadrado junto a um terceir classificado como local, com a vantagem de disputar a volta como local para a equipe campeã. Os segundos classificados se enfrentaram na repescagem da Liga dos Campeões, também com a vantagem de campo para a partida de volta.
As partidas de ida se disputaram nos dias 14 e 15 de fevereiro. A volta da eliminatória ocorreu dia 22 de fevereiro.
| Equipe 1          | Total | Equipe 2            | 1.º jogo | 2.º jogo |
| ----------------- | ----- | ------------------- | -------- | -------- |
| Zulte-Waregem     | 1-4   | Newcastle           | 1-3      | 0-1      |
| Sporting de Braga | 2-0   | Parma               | 1-0      | 1-0      |
| Lens              | 3-1   | Panathinaikos       | 3-1      | 0-0      |
| Bayer Leverkusen  | 3-2   | Blackburn           | 3-2      | 0-0      |
| Hapoel Tel Aviv   | 2-5   | Rangers             | 2-1      | 0-4      |
| Livorno           | 1-4   | Espanyol            | 1-2      | 0-2      |
| Fenerbahçe        | 5-5   | AZ Alkmaar          | 3-3      | 2-2      |
| Werder Bremen     | 4-3   | Ajax                | 3-0      | 1-3      |
| Spartak Moscou    | 2-3   | Celta de Vigo       | 1-1      | 1-2      |
| CSKA Moscou       | 0-1   | Maccabi Haifa       | 0-0      | 0-1      |
| AEK Atenas        | 0-3   | Paris Saint-Germain | 0-2      | 0-1      |
| Benfica           | 3-1   | Dinamo Bucareste    | 1-0      | 2-1      |
| Steaua Bucareste  | 0-3   | Sevilla             | 0-2      | 0-1      |
| Shakhtar Donetsk  | 2-1   | Nancy               | 1-1      | 1-0      |
| Bordeaux          | 0-1   | Osasuna             | 0-0      | 0-1      |
| Feyenoord         | -     | Tottenham           | -        | -        |

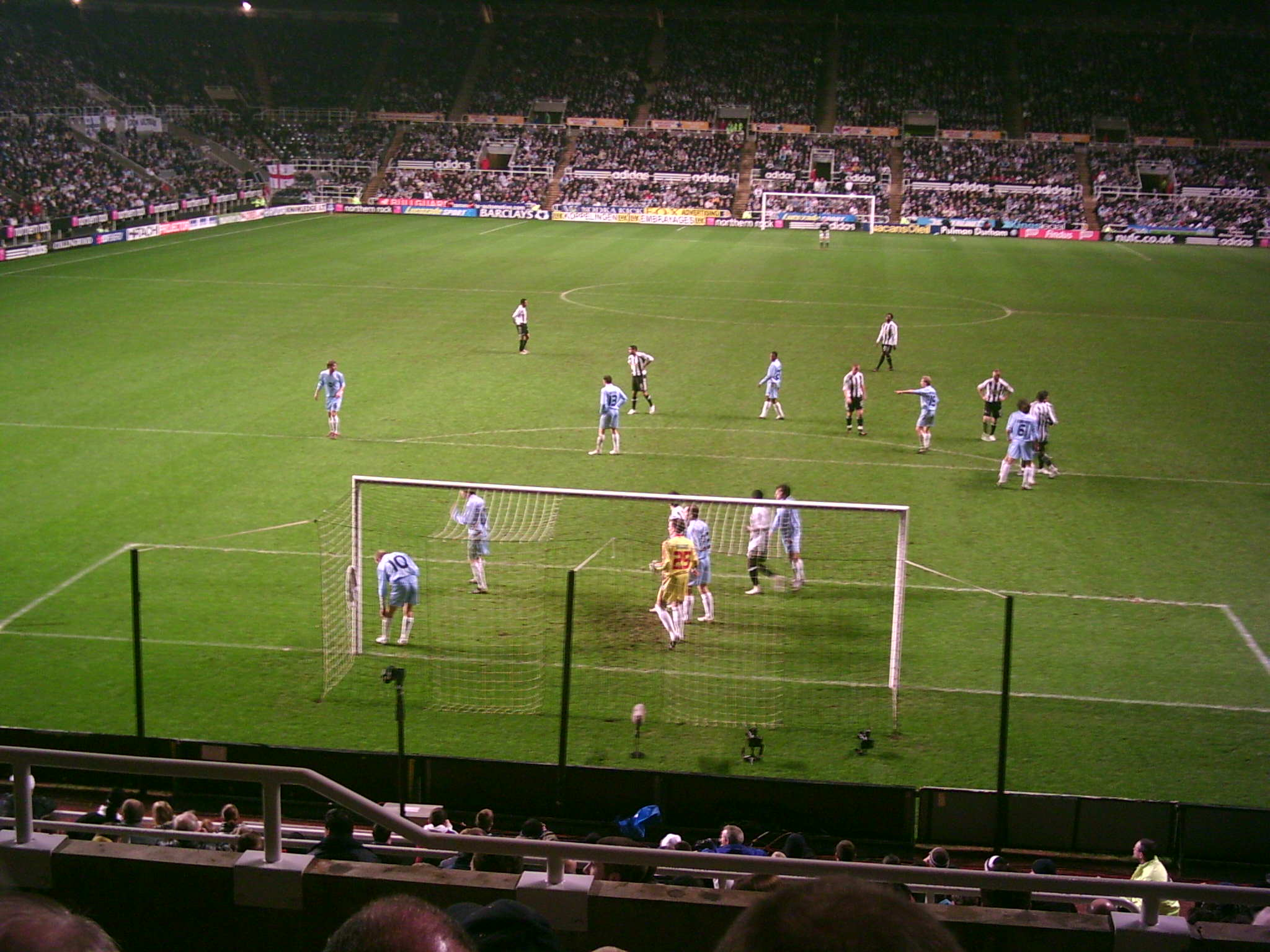
Instante de Newcastle - Zulte-Waregem, no estádio St. James' Park. Os ingleses conseguiram sua classificação com uma vitória por 1-0, depois do 1-3 conquistado como visitantes na ida.

Feyenoord Rotterdam foi excluído da competição por atitude violenta de seus torcedores durante a partida da primeira fase na qual enfrentou o AS Nancy, disputado na França. Seu adversário na segunda fase, o Tottenham Hotspur foi classificado diretamente à fase seguinte.

### Oitavas de final
A ida desta eliminatória foi disputada em 8 de março e a volta 15 de março.

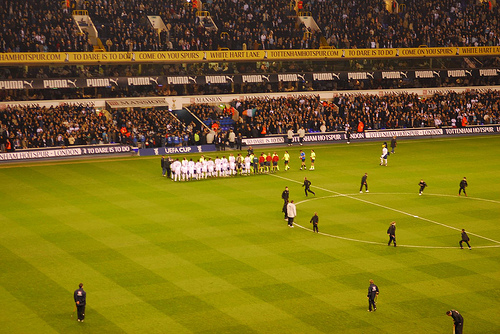
Momentos prévios do inicio da partida de volta entre Tottenham e Sporting de Braga, no estádio inglês de White Hart Lane. Os spurs conseguiram o mesmo resultado que na ida, uma vitória por 3-2, e passaram assim para as quartas-de-final.

| Equipe 1            | Total | Equipe 2         | 1.º jogo | 2.º jogo |
| ------------------- | ----- | ---------------- | -------- | -------- |
| Newcastle           | 4 - 4 | AZ Alkmaar       | 4-2      | 0-2      |
| Maccabi Haifa       | 0-4   | Espanyol         | 0-0      | 0-4      |
| Rangers             | 1-2   | Osasuna          | 1-1      | 0-1      |
| Sporting de Braga   | 4-6   | Tottenham        | 2-3      | 2-3      |
| Sevilla             | 5-4   | Shakhtar Donetsk | 2-2      | 3-2      |
| RC Lens             | 2-4   | Bayer Leverkusen | 2-1      | 0-3      |
| Paris Saint-Germain | 3-4   | Benfica          | 2-1      | 1-3      |
| Celta de Vigo       | 0-3   | Werder Bremen    | 0-1      | 0-2      |

### Quartas de final
O sorteio para a fase final, incluía quartos de final e meias-finais, foi realizado a 16 de Março de 2007, em Glasgow, Escócia. Os quartos-de-final jogos foram jogados em 5 e 12 de Abril de 2007.
| Equipe 1         | Total | Equipe 2      | 1.º jogo | 2.º jogo |
| ---------------- | ----- | ------------- | -------- | -------- |
| AZ Alkmaar       | 1–4   | Werder Bremen | 0–0      | 1–4      |
| Bayer Leverkusen | 0–4   | Osasuna       | 0–3      | 0–1      |
| Sevilla          | 4–3   | Tottenham     | 2–1      | 2–2      |
| Espanyol         | 3–2   | Benfica       | 3–2      | 0–0      |

### Semi-finais
Os jogos das semi-finais foram jogados em 26 de Abril e 3 de Maio de 2007.
| Equipe 1 | Total | Equipe 2      | 1.º jogo | 2.º jogo |
| -------- | ----- | ------------- | -------- | -------- |
| Espanyol | 5–1   | Werder Bremen | 3–0      | 2–1      |
| Osasuna  | 1–2   | Sevilla       | 1–0      | 0–2      |

### Final
As eliminatórias das últimas três fases foram sorteadas na cidade de Glasgow. Na tabela mostram-se os resultados. A primeira equipe de cada eliminatória jogou fora a primeira partida, e a segunda em seu campo. Nos resultados indica-se o marcador na ida, seguido da volta e em negrito o resultado conjunto.
| 16 de Maio de 2007 | Espanyol                 | 2 – 2 (pro.) | Sevilla                    | Hampden Park, Glasgow                    |
| 20:45              | Riera 28' · Jônatas 115' | Relatório    | Adriano 18' · Kanouté 105' | Público: 52,000 Árbitro: Massimo Busacca |

|                                       |       | Penalidades                              |  |
| Luis García Pandiani Jônatas Torrejón | 1 – 3 | Kanouté Dragutinovic Daniel Alves Puerta |  |

## Premiação
| Copa da UEFA 2006-07 |
| Espanha              |
| -------------------- |
| Sevilla (2º título)  |